# Ferdinando Bonsignore
Ferdinando Bonsignore (10 de junio de 1760 en Turín – 27 de junio de 1843 en Turín) fue un arquitecto y diseñador italiano. 

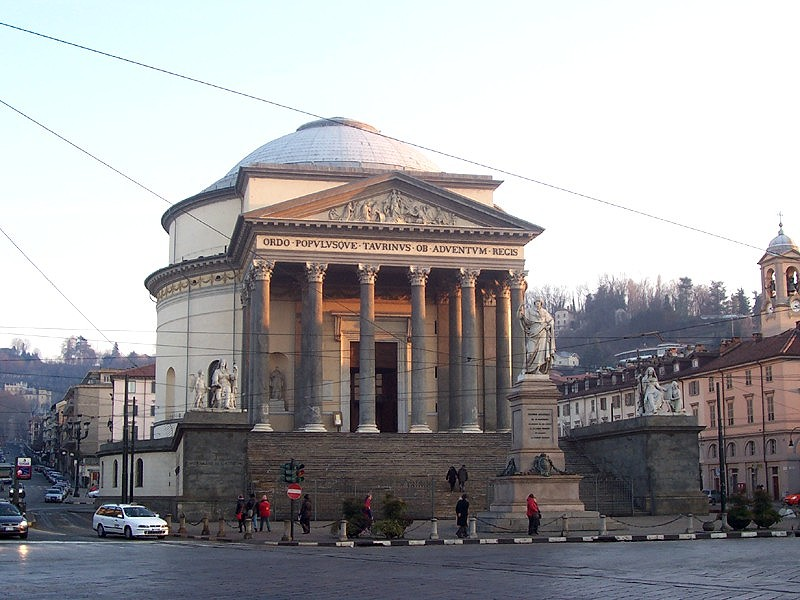
Fachada de Gran Madre di Dio, Turín.

Fue alumno de la Accademia di Pittura e Scultura di Torino en 1782, y entre 1783 y 1798 el rey de Cerdeña le otorgó una beca para estudiar en Roma. En Roma trabajó con Nicola Giansimoni, un arquitecto neoclásico. En 1798, regresó a Turín y fue nombrado arquitecto y diseñador de la corte. Se convirtió en profesor de arquitectura en la Ecole spéciale d'architecture dell'Académie des Sciences, Littérature et Beaux Arts (1802–03) y en la Universidad en 1805. En 1813 recibió una medalla de oro por su diseño de un Monumento a Napoleón en el  puerto de Moncenisio. Mantuvo su cargo en la universidad después de la restauración, y recibió numerosos otros premios y nombramientos. Ayudó a diseñar la iglesia de Gran Madre di Dio en Turín. Uno de sus alumnos fue Luigi Canina
Entre sus diseños que nunca se realizaron se encontraban una Armería en Turín, un Palazzo dei Conservatori, un templo octogonal dedicado al marqués Niccolò Puccini y una tumba de estilo egipcio para Miguel Ángel.  
Entre sus obras se encuentran: 
- Alessandria, modificación de la fachada del ayuntamiento.
- Crescentino, fachada de la iglesia parroquial.
- Florencia, Salón del Palazzo Pitti, 1794–95; Diseño de un teatro para un concurso patrocinado por la Academia de Florencia, 1794.
- Nápoles, Iglesia de San Francisco de Paula, nunca construida.
- Porto Maurizio (Provincia de Imperia), Plaza 1809.
- Racconigi, Torre del Belvedere y monumento a la Batalla de Trocadero en el parque de Castello Reale, 1823.
- Romano Canavese, iglesia parroquial nunca construida. 1820.
- Strambino, iglesia parroquial, Capilla del Rosario.
- Vicoforte, Fachada del Santuario 1825-1829 (junto con Virginio Bordino ).

## Trabajos en Turín
- Torre Cívica, proyecto, 1801
- Teatro Regio, reconstrucciones con Carlo Randoni, 1801
- Arco triunfal en jardines reales, 1801
- Plan urbano para Turín (con Michel Angelo Boyer y Lorenzo Lombardi ), 1802
- Hornos públicos de Borgo Dora, 1802
- Arco en honor de Napoleón, 1805; Ponte sobre el Po, nunca construido, 1805
- Palazzo dell'Università, Iluminación para el paso de Napoleón, 1808
- Plan de paisajismo de la ciudad. (con Giuseppe Cardone, Claude-Joseph La Ramée Pertinchamp, Lorenzo Lombardi, Carlo Randoni), 1809
- Pabellón con arco triunfal para Piazzetta Reale, 1814
- Palazzo di città, decoración de las escaleras y salón de mármol, 1816-1825
- Planes urbanos de expansión (con Benedetto Brunati, Giuseppe Cardone, Lorenzo Lombardi e Ignazio Michelotti ), 1817
- Anillo de murallas de la ciudad, 1817
- Gran Madre di Dio, Turín, 1818-1831 con una plaza en frente.
- Via Po, conexión de los pórticos del norte, 1819
- Santa Cristina, altar mayor, 1819-1822 (eliminado)
- Plan Regulador de Porta Nuova (con L. Lombardi y C.Randoni), 1822–23
- Torre Cívica, segundo proyecto, 1822-1823
- San Lorenzo, Turín, fortalecimiento de la cúpula, 1823
- Palazzo Balbiano di Viale, 1823
- Palazzo de la Academia de Ciencias, ampliación con museo Egipcio, proyecto 1824
- Teatro Carignano, diseño interno (con Fabrizio Sevesi ), 1824
- Santissima Annunziata, Turín, estudio para la fachada en via Po, 1824 (completado por Luigi Vigitello) (destruido)
- Piazza Vittorio Emanuele I (ahora Vittorio Veneto), proyecto (con B. Brunati, L. Lombardi, I.Michelotti, C. Randoni), completado independientemente por Giuseppe Frizzi (1824–25).[3]